# Pas fronterer de Rafah
El pas fronterer de Rafah (àrab: معبر رفح, maʿbar Rafaḥ; hebreu: מעבר רפיח‎) és l'únic punt d'encreuament entre Egipte i la Franja de Gaza i entre Egipte i l'Estat de Palestina. Es troba a la frontera entre Gaza i Egipte, que va ser reconeguda pel tractat de Pau entre Israel i Egipte de 1979. El punt d'encreuament original va ser nomenat  'port terrestre de Rafah' . Només es permet el pas de persones a través del pas fronterer de Rafah. Tot el trànsit de mercaderies es desvia al pas fronterer de Kerem Shalom.

## Les portes

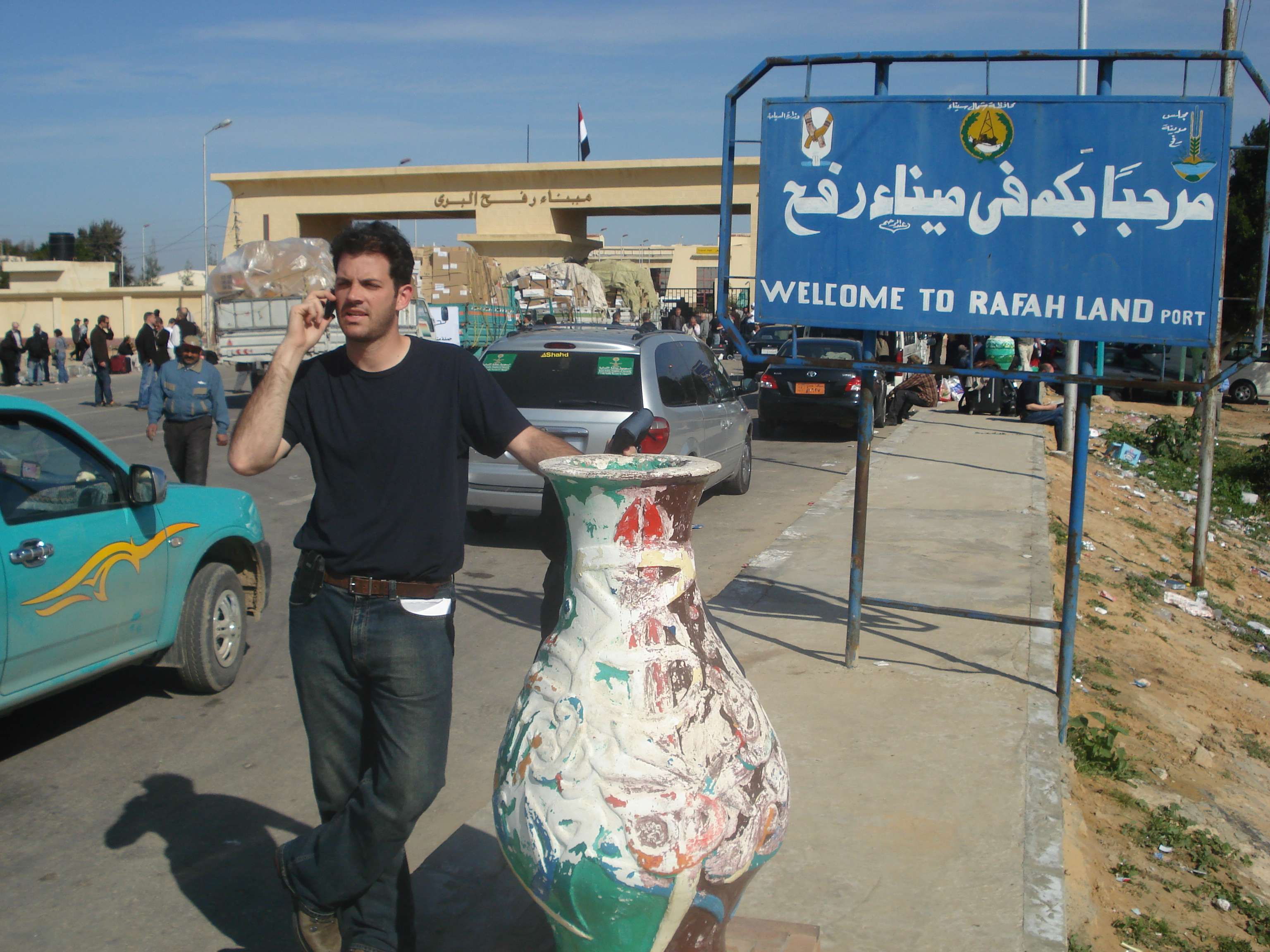
Port terrestre de Rafah en 2009

El port terrestre de Rafah es va convertir en l'encreuament fronterer principal entre Egipte i Gaza, gestionat per l'Autoritat d'Aeroports d'Israel fins que Israel va desmantellar els seus assentaments a Gaza l'11 de setembre de 2005 com a part del pla de retirada. Posteriorment es va convertir en la tasca de la Missió d'Assistència Fronterera de la Unió Europea a Rafah (EU BAM) per vigilar l'encreuament. El  port terrestre de Rafah , conegut com la "Porta de Salah al Din" es troba a la cruïlla original de Rafah, la carretera de Salah al-Din, carretera principal de la Franja d'Erez per Rafah. El port terrestre de Rafah va ser bombardejat per Israel l'octubre de 2009 suposadament per destruir túnels
Al sud de Rafah es va construït un nou "pas fronterer de Rafah", també anomenat en àrab "Al Awda" (El retorn).

## Història

Mapa de Gaza amb els passos fronterers

Per l'acord otomano-britànic d'1 d'octubre de 1906 es va acordar una frontera entre el govern otomà de Palestina i els governants britànics d'Egipte, des de Taba a Rafah. tot i que després de la Primera Guerra Mundial Palestina també estava sota control britànic, la frontera entre Egipte i Palestina es va mantenir per controlar el moviment dels beduïns. Des de 1948 Gaza va ser ocupada per Egipte. En conseqüència, la frontera entre Gaza i Egipte es va convertir en un mer límit administratiu i sense control de fronteres. Després de la Guerra dels Sis Dies de 1967, Israel va conquistar el Sinaí i la Franja de Gaza a Egipte.
Després de la pau de Camp David de 1978, el 1979 Israel i Egipte van signar un tractat de pau que va tornar el Sinaí al control d'Egipte i restablí la frontera amb la franja de Gaza. Com a part d'aquest tractat, una franja ampla de terra de 100 metres coneguda com la Ruta Philadelphi va ser establerta com a zona d'amortiment entre Gaza i Egipte. En el Tractat de Pau es va establir la recreada frontera entre Gaza i Egipte a través de la ciutat de Rafah. Quan Israel es va retirar del Sinaí el 1982, Rafah es va dividir en una part egípcia i una part palestina, dividint famílies, separades per barreres de filferro d'arç.

### Retirada israeliana
El 16 de febrer de 2005, el Parlament israelià va aprovar la retirada israeliana de Gaza. Israel es va retirar de Gaza al setembre de 2005. El control de la frontera entre Gaza i Egipte de costat egipci era lliurat a Egipte. L'Autoritat Nacional Palestina dominada per Fatah va rebre el control del costat de Gaza.
El 7 de setembre de 2005, Israel es va retirar de Gaza i tanca el pas de Rafah. L'acord de Philadelphi entre Israel i Egipte, basat en els principis del tractat de pau de 1979, lliurava el control de fronteres a Egipte, mentre que el subministrament d'armes a l'Autoritat Palestina era sotmès al consentiment israelià sota el pretext de la prevenció del terrorisme. L'acord especifica que 750 guàrdies fronterers egipcis serien desplegats al llarg de la frontera, i Egipte i Israel es va comprometre a treballar junts per frenar el terrorisme, el contraban d'armes i altres activitats il·legals transfrontereres.

### L'Acord sobre circulació i accés
A la secció  Principis de l'Acord del pas de Rafah , que forma part de la Acord sobre circulació i accés (AMA) de 15 de novembre de 2005, la MAFUE va ser responsable de la supervisió del pas fronterer. L'acord assegura l'autoritat d'Israel disputar l'entrada de qualsevol persona. Pel que sembla, Israel no va veure la necessitat d'utilitzar aquest procediment.
Els Principis convinguts per a Rafah estipulen que "Rafah també s'utilitzarà per a l'exportació de mercaderies a Egipte". Un document confidencial de l'OAP revela que, de fet, l'Egipte de Mubarak no van permetre les exportacions. Els palestins estan d'acord que totes les importacions de mercaderies es desviïn al pas fronterer de Kerem Shalom perquè Israel va amenaçar amb excloure Gaza de la unió duanera a causa de la preocupació sobre l'aplicació del Protocol de París. D'altra banda, els palestins van estar d'acord perquè volien limitar la interferència israeliana a Rafah i maximitzar la seva sobirania. El desviament a través de Kerem s'entén com una mesura temporal, però de fet, les importacions a través de Rafah mai van ser observades, el que obliga els palestins a desenvolupar una economia de túnels de contraban. Israel havia tractat constantment de convertir la frontera de Kerem Shalom (que fa frontera amb Egipte) en un encreuament comercial entre Gaza i Israel, o com una alternativa d'encreuament de passatgers a Rafah. Els palestins estaven preocupats que Israel prendria el control de la frontera entre Gaza i Egipte o fins i tot substituiria i qüestionaria Rafah.
El 26 de novembre de 2005 el pas es va obrir per primera vegada sota la supervisió de la Unió Europea, mentre que l'exèrcit israelià manté una vigilància de vídeo des d'una base propera i manté el control sobre el moviment de tots els béns i el comerç dins i fora de Gaza.

## Estadístiques
Després de la retirada d'Israel el 2005, la mitjana mensual d'entrades i sortides a través del pas de Rafah va arribar aproximadament a 40.000. Després de la captura del soldat israelià Gilad Shalit al juny de 2006, el pas va ser tancat al 76% del temps i després de la presa del poder a la franja de Gaza per Hamàs va ser tancat de forma permanent a excepció de les obertures limitades infreqüents per Egipte.
De juny 2010 a gener 2011, la mitjana mensual de sortides i entrades a través de Rafah va arribar a 19.000. Després de maig de 2011, quan el president d'Egipte, Hosni Mubarak, va ser substituït per Mohamed Mursi, el nombre va augmentar a 40.000 per mes. Quan Mursi va ser deposat per l'exèrcit al juliol de 2013, el pas va ser de nou completament tancat gairebé del tot.
L'agost de 2014, per primera vegada des de l'inici del bloqueig de Gaza el 2007, Egipte va permetre al Programa Mundial d'Aliments (PMA) portar aliments a través del pas de Rafah. Es va proporcionar menjar per alimentar al voltant de 150.000 persones durant 5 dies. En 2014 es va registral una mitjana mensual de 8.119 sortides i entrades de persones al pas. Al setembre de 2015 van ser al voltant de 3300 a l'any, mentre que la població de Gaza comptava 1,8 milions de persones. Entre el 24 d'octubre de 2014 i setembre de 2015, el pas es va obrir només 34 dies.

## Tancament de la frontera

### 2005 a 2007
De novembre de 2005 a juliol de 2007 el pas de Rafah estava controlat conjuntament per Egipte i l'Autoritat Palestina, amb la supervisió de la Unió Europea al costat de Gaza. El pas opera cada dia fins a juny de 2006. Israel va emetre advertències de seguretat, evitant així que els observadors europeus viatgin a la terminal. El govern de l'AP liderada per Hamas va amenaçar el 23 de juny acabar amb l' acord del pas fronterer de Rafah si la frontera no es tornaria a obrir. El 25 de juny de 2006 terroristes van atacar el pas fronterer de Kerem Shalom, i van capturar el soldat israelià Gilad Shalit. El pas es va tornar a obrir amb poca freqüència després d'aquest atac.
El 12 de febrer de 2007 el negociador de l'OAP Saeb Erakat es va queixar en una carta al Govern d'Israel i al cap de la Missió de la UE a Israel, del tancament del pas fronterer de Rafah (RCP) la majoria dels dies a través de mesures indirectes, com ara "impedint l'accés de l'EUBAM al pas a través de Kerem Shalom".Un document d'antecedents palestí de 2007 esmenta la preocupació de la UE sobre crisi "causat principalment pel continu tancament israelià del pas". El 7 de maig de 2007 es va plantejar el tema del tancament israelià de Rafah i Kerem en una reunió de Coordinació i Avaluació. Es va prohibir la circulació de les ambulàncies a través de Rafah. L'UEBAM va proposar l'ús d'ambulàncies "llançadora" pel pas fronterer, que requerien dues transferències addicionals de pacients entre ambulàncies.
El juny de 2007 el pas de Rafah va ser tancat per les autoritats egípcies després de  presa del poder per Hamàs a la Franja de Gaza. L'Autoritat Palestina dirigida per Fatah a Cisjordània ha declarat que l'encreuament de Rafah ha de romandre tancat fins que es restableixi el control per part de la Guàrdia Presidencial. A causa de la falta de seguretat els observadors de la UE es van retirar de la regió i Egipte va acordar amb Israel tancar el pas de Rafah. L'Autoritat Palestina a Cisjordània dirigida per Fatah ha declarat que el pas de Rafah ha de romandre tancada fins que es restableixi el control per part de la Guàrdia Presidencial.

### 2007 a 2010

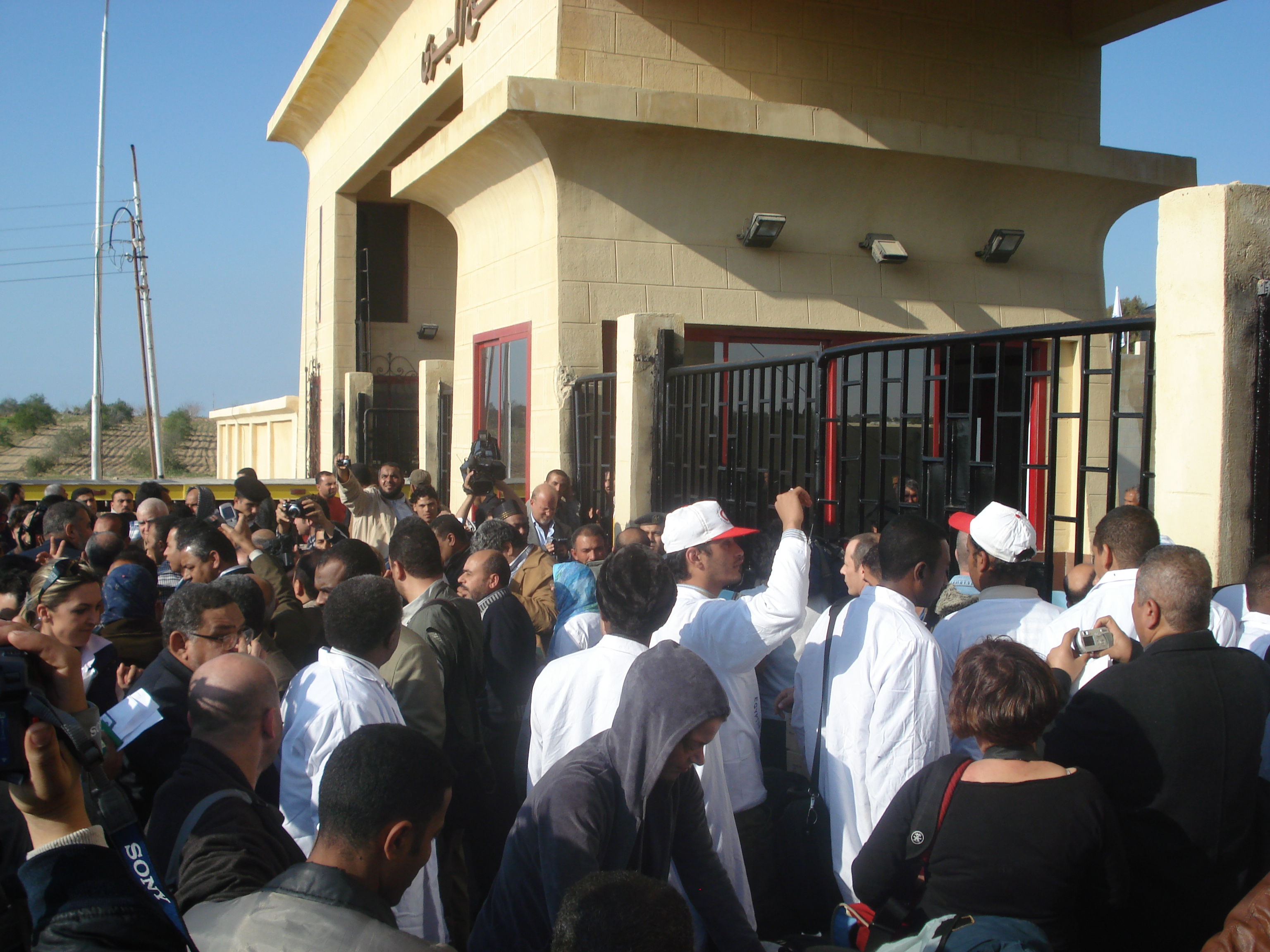
Passatgers, esperant passar per Rafah en 2009

El 22 de gener de 2008, després que Israel va imposar un tancament total a tots els passos a la franja de Gaza, un grup de manifestants de Hamàs va tractar de forçar l'obertura de la porta del pas de Rafah. Van ser rebutjats per la policia egípcia i es van produir trets. Aquesta mateixa nit, Hamàs demolit va 200 metres del mur fronterer de metall amb explosius. Després de la resultant violació de la frontera entre Gaza i Egipte, molts milers de palestins, amb estimacions que van de 200.000 a 700.000, van creuar a Egipte per comprar béns. Els palestins van ser vists comprant aliments, combustible, cigarretes, sabates, mobles, peces d'automòbil i generadors. El 3 de febrer de 2008 la frontera fou tancada de nou per Egipte, excepte per als viatgers que tornaven a casa.
El 27 de juny de 2009, el primer ministre de Hamàs, Ismail Haneya va proposar un mecanisme conjunt palestí, egipci i europeu per mantenir el pas fronterer de Rafah que treballés de forma permanent. Va dir: "Donem la benvinguda a la presència d'inspectors europeus, egipcis i guàrdies presidencials palestins, a més de la presència del govern (Hamas) de Gaza".
Segons un informe de 2009 del Gisha, Israel va seguir exercint un control sobre la frontera a través del seu control del registre de la població palestina, que determina qui té permís per travessar el pas de Rafah. També tenia el poder d'usar el seu dret de veto sobre el pas dels estrangers, fins i tot quan pertanyen a la llista de categories d'estrangers permesos per creuar, i per decidir el tancament del pas indefinidament.
Gisha ha acusat Israel de mantenir tancat el pas de Rafah a través de mitjans indirectes i a Egipte per sotmetre's a la pressió israeliana i no cooperar amb el govern de Hamàs. Hamàs, però va ser culpat per no permetre que la Guàrdia Presidencial que apliqui l'Acord AMA. L'Autoritat Palestina va ser culpada per la seva negativa a comprometre's amb Hamas pel control del pas de Rafah. La força d'observació de la UE va ser criticada per la seva submissió a les demandes d'Israel pel tancament de la frontera, sense demanar la reobertura. Els EUA va ser criticats per permetre les violacions de drets humans causades pel tancament i evitar la pressió sobre Egipte.

### 2011-2013
El govern egipci de Mubarak s'havia oposat a l'administració de Hamàs a Gaza i va ajudar a Israel en el bloqueig. A causa de la revolució egípcia de 2011, Mubàrak es va veure obligat a abandonar el càrrec al febrer de 2011. El 27 d'abril, Fatah i Hamas va arribar  un acord al Caire, intervingut per Egipte i el 29 d'abril, Egipte va anunciar que el pas fronterer s'obriria de forma permanent. Mahmoud Abbas i Khaled Meshal signaren un acord al Caire el 4 de maig de 2011 i el 28 de maig la frontera fou reoberta. Es van retirar la majoria de les restriccions a viatjar, tot i que els homes entre les edats de 18 a 40 havien de sol·licitar visats per entrar a Egipte i altres necessiten permisos de viatge. Poc després de la revolució, el canceller d'Egipte, Nabil al-Araby, va obrir converses amb Hamàs conduents a eliminar les restriccions de viatge i la millora de les relacions entre els dos. Tot i que es van afluixar les restriccions de passatgers, el transport de mercaderies a Gaza roman bloquejat. In the first five hours after the opening, 340 people crossed into Egypt. Sota el règim de Mubarak, Egipte es va oposar amb vehemència a l'ús de guàrdies de Hamàs a Rafah i va exigir que el punt de pas restés tancats fins que es van desplegar personal de l'Autoritat Palestina, però ara, el pas seria administrat i vigilat per policies de Hamàs.
A mitjans de juny de 2011 el pas va ser tancat uns dies i després només a uns pocs centenars se'ls va permetre creuar cada dia en comparació amb els milers que creuaven cada dia. Egipte hauria acceptat permetre creuar un mínim de 500 persones diàries.
Al juliol de 2013, arran del cop d'estat contra Mohamed Morsi, el pas fronterer va ser tancat durant alguns dies per l'Exèrcit egipci. Es va reobrir quatre hores cada dia. Després dels disturbis generalitzats a Egipte i la sagnant repressió dels partidaris de l'enderrocat president Morsi el 14 d'agost, el pas fronterer va ser tancat 'indefinidament'. Posteriorment, s'ha obert durant uns dies cada pocs mesos.

### Després de 2013
Després de l'Operació Marge Protector, Egipte va declarar que estava disposat a entrenar les forces de la Guàrdia Presidencial del pas de Rafah i desplegar-les al llarg de la frontera. Una vegada que les forces estiguessin llestes, Egipte obriria el pas a plena capacitat. Egipte va intervenir una treva permanent entre Israel i Hamàs, i el ministre d'exteriors Sameh Shoukri va dir que Egipte esperava que això portaria a la creació d'un estat palestí amb les fronteres de 1967. Palestinian factions in Gaza, including Hamas, publicly declared their acceptance of the return of the Presidential Guard and the EU border mission.
El 22 de gener de 2015, Egipte va tancar el pas fronterer. Al març, va declarar que només s'obriria el pas de frontera si la part palestina estava formada per empleats de l'Autoritat Palestina sota la plena autoritat de la Guàrdia Presidencial i sense presència del personal de Hamàs. Gihad Islàmic palestí va suggerir a la intel·ligència egípcia que l'Autoritat Palestina i Hamas obririen el pas de Rafah sota la supervisió i en presència de l'AP i la Guàrdia Presidencial. La intel·ligència d'Egipte i Hamàs semblaven estar d'acord, però l'AP no van respondre. Hamàs va acusar Fatah i l'Autoritat Palestina de “voler excloure'ls del panorama polític i del terreny per la seva insistència en el monopoli de l'Autoritat Palestina en el control dels passos i fronteres”. Hamàs havia acceptat que la Guàrdia Presidencial se'n fes càrrec, com a part d'un pla integral per fusionar els empleats de Cisjordània i la Franja de Gaza. Alguns seguidors de Hamàs van expressar disgust per aquesta iniciativa, sense passar per Hamàs, mentre Egipte no la considerés una organització terrorista.